# Copa Panamericana de Voleibol Femenino de 2019
La Copa Panamericana de Voleibol Femenino de 2019 (denominada XVIII Copa Panamericana Movistar 2019 por motivos de patrocinio) fue la XVIII edición del torneo que reunió a selecciones femeninas de voleibol pertenecientes a la NORCECA y a la Confederación Sudamericana de Voleibol (CSV). Se llevó a cabo del 6 al 14 de julio de 2019 en la ciudad de Lima (Perú).
El certamen fue organizado por la Federación Peruana de Voleibol (FPV) bajo la supervisión de la Unión Panamericana de Voleibol (UPV).

## Organización

### País anfitrión y ciudad sede
| TrujilloChiclayoTrujillo y Chiclayo, ciudades sedes de la Copa Panamericana de Voleibol Femenino de 2019. | Trujillo                    |
| --- | --------------------------- |
| TrujilloChiclayoTrujillo y Chiclayo, ciudades sedes de la Copa Panamericana de Voleibol Femenino de 2019. | Coliseo Gran Chimú          |
| TrujilloChiclayoTrujillo y Chiclayo, ciudades sedes de la Copa Panamericana de Voleibol Femenino de 2019. | Capacidad: 7000             |
| TrujilloChiclayoTrujillo y Chiclayo, ciudades sedes de la Copa Panamericana de Voleibol Femenino de 2019. |                             |
| TrujilloChiclayoTrujillo y Chiclayo, ciudades sedes de la Copa Panamericana de Voleibol Femenino de 2019. | Chiclayo                    |
| TrujilloChiclayoTrujillo y Chiclayo, ciudades sedes de la Copa Panamericana de Voleibol Femenino de 2019. | Coliseo Cerrado de Chiclayo |
| TrujilloChiclayoTrujillo y Chiclayo, ciudades sedes de la Copa Panamericana de Voleibol Femenino de 2019. | Capacidad: 5000             |
| TrujilloChiclayoTrujillo y Chiclayo, ciudades sedes de la Copa Panamericana de Voleibol Femenino de 2019. |                             |

#### Recintos
El Coliseo Gran Chimú, ubicado en Trujillo, y el Coliseo Cerrado de Chiclayo de Chiclayo fueron los recintos elegidos para el desarrollo de la competencia.
Los partidos del grupo de la selección local se llevaron a cabo en el Coliseo Gran Chimú y en el Coliseo Cerrado de Chiclayo los partidos del otro grupo.

### Formato de competición
El torneo se desarrolla dividido en dos fases: fase preliminar y fase final.
En la fase preliminar las 11 selecciones participantes fueron repartidas en dos grupos de 6 y 5 equipos, en cada grupo se jugó con un sistema de todos contra todos y los equipos fueron clasificados de acuerdo a los siguientes criterios:
1. Mayor número de partidos ganados.
2. Mayor número de puntos obtenidos, los cuales son otorgados de la siguiente manera:
  - Partido con resultado final 3-0: 5 puntos al ganador y 0 puntos al perdedor.
  - Partido con resultado final 3-1: 4 puntos al ganador y 1 puntos al perdedor.
  - Partido con resultado final 3-2: 3 puntos al ganador y 2 puntos al perdedor.
3. Proporción entre los puntos ganados y los puntos perdidos (Puntos ratio).
4. Proporción entre los sets ganados y los sets perdidos (Sets ratio).
5. Si el empate persiste entre dos equipos se le da prioridad al equipo que haya ganado el último partido entre los equipos implicados.
6. Si el empate persiste entre tres equipos o más se realiza una nueva clasificación solo tomando en cuenta los partidos entre los equipos involucrados.

## Equipos participantes
NORCECA (Confederación del Norte, Centroamérica y del Caribe):
- Canadá
- Cuba
- Guatemala
- Estados Unidos
- México
- Puerto Rico
- República Dominicana
- Trinidad y Tobago

CSV (Confederación Sudamericana de Voleibol):
- Argentina
- Colombia
- Perú (Local)

### Conformación de los grupos
Los grupos fueron conformados en dos grupos de seis. 
| Grupo A                                                               | Grupo B                                                      |
| --------------------------------------------------------------------- | ------------------------------------------------------------ |
| Perú (Anfitrión) Argentina Canadá Cuba Guatemala República Dominicana | Colombia Estados Unidos México Puerto Rico Trinidad y Tobago |

## Calendario
| Fase            | Jornada   | Fecha               |
| --------------- | --------- | ------------------- |
| Fase preliminar | Jornada 1 | 6 de julio de 2019  |
| Fase preliminar | Jornada 2 | 7 de julio de 2019  |
| Fase preliminar | Jornada 3 | 8 de julio de 2019  |
| Fase preliminar | Jornada 4 | 9 de julio de 2019  |
| Fase preliminar | Jornada 5 | 10 de julio de 2019 |
| Fase final      | Jornada 6 | 12 de julio de 2019 |
| Fase final      | Jornada 7 | 13 de julio de 2019 |
| Fase final      | Jornada 8 | 14 de julio de 2019 |

## Resultados
- Las horas indicadas corresponden al huso horario local del Perú (Tiempo del Perú – PET): UTC-5.

### Fase de grupos
– Clasificados a las semifinales. 
     – Clasificados a los cuartos de final.
     – Pasan a disputar las semifinales 7.° al 10.° lugar.
     – Eliminado.

#### Grupo A
- Sede: Coliseo Gran Chimú, Trujillo.

| Pos. | Equipo               | Partidos | Partidos | Partidos | Pts. | Sets | Sets | Sets  | Puntos | Puntos | Puntos |
| Pos. | Equipo               | PJ       | PG       | PP       | Pts. | SG   | SP   | Ratio | PG     | PP     | Ratio  |
| ---- | -------------------- | -------- | -------- | -------- | ---- | ---- | ---- | ----- | ------ | ------ | ------ |
| 1    | República Dominicana | 5        | 5        | 0        | 19   | 15   | 6    | 2.500 | 476    | 392    | 1.214  |
| 2    | Argentina            | 5        | 4        | 1        | 17   | 14   | 8    | 1.750 | 498    | 434    | 1.147  |
| 3    | Canadá               | 5        | 3        | 2        | 19   | 13   | 6    | 2.166 | 435    | 367    | 1.185  |
| 4    | Perú                 | 5        | 2        | 3        | 11   | 7    | 9    | 0.777 | 353    | 325    | 1.086  |
| 5    | Cuba                 | 5        | 1        | 4        | 9    | 7    | 12   | 0.583 | 404    | 414    | 0.975  |
| 6    | Guatemala            | 5        | 0        | 5        | 0    | 0    | 15   | 0.000 | 141    | 375    | 0.376  |

| Fecha       | Hora  | Equipo 1             | Res.  | Equipo 2             | Set 1 | Set 2 | Set 3 | Set 4 | Set 5 | Total     | Reporte |
| ----------- | ----- | -------------------- | ----- | -------------------- | ----- | ----- | ----- | ----- | ----- | --------- | ------- |
| 6 de julio  | 16:00 | Argentina            | 3 – 2 | Canadá               | 25-27 | 25-23 | 25-21 | 23-25 | 19-17 | 117 – 113 | P2 P3   |
| 6 de julio  | 18:00 | República Dominicana | 3 – 2 | Cuba                 | 23-25 | 19-25 | 29-27 | 25-18 | 15-12 | 111 – 107 | P2 P3   |
| 6 de julio  | 20:00 | Perú                 | 3 – 0 | Guatemala            | 25-9  | 25-8  | 25-9  |       |       | 75 – 26   | P2 P3   |
| 7 de julio  | 16:00 | Guatemala            | 0 – 3 | República Dominicana | 6-25  | 8-25  | 10-25 |       |       | 24 – 75   | P2 P3   |
| 7 de julio  | 18:00 | Cuba                 | 0 – 3 | Canadá               | 19-25 | 21-25 | 22-25 |       |       | 62 – 75   | P2 P3   |
| 7 de julio  | 20:00 | Perú                 | 1 – 3 | Argentina            | 25-18 | 21-25 | 15-25 | 19-25 |       | 80 – 93   | P2 P3   |
| 8 de julio  | 16:00 | Cuba                 | 3 – 0 | Guatemala            | 25-14 | 25-13 | 25-12 |       |       | 75 – 39   | P2 P3   |
| 8 de julio  | 18:00 | Argentina            | 2 – 3 | República Dominicana | 25-17 | 17-25 | 25-21 | 21-25 | 14-16 | 102 – 104 | P2 P3   |
| 8 de julio  | 20:00 | Perú                 | 0 – 3 | Canadá               | 22-25 | 14-25 | 22-25 |       |       | 58 – 75   | P2 P3   |
| 9 de julio  | 16:00 | Guatemala            | 0 – 3 | Argentina            | 12-25 | 14-25 | 7-25  |       |       | 33 – 75   | P2 P3   |
| 9 de julio  | 18:00 | República Dominicana | 3 – 2 | Canadá               | 25-18 | 25-27 | 21-25 | 25-14 | 15-13 | 111 – 97  | P2 P3   |
| 9 de julio  | 20:00 | Perú                 | 3 – 0 | Cuba                 | 25-20 | 28-26 | 25-10 |       |       | 78 – 56   | P2 P3   |
| 10 de julio | 16:00 | Canadá               | 3 – 0 | Guatemala            | 25-6  | 25-5  | 25-8  |       |       | 75 – 19   | P2 P3   |
| 10 de julio | 18:00 | Cuba                 | 2 – 3 | Argentina            | 23-25 | 25-20 | 18-25 | 28-26 | 10-15 | 104 – 111 | P2 P3   |
| 10 de julio | 20:00 | Perú                 | 0 – 3 | República Dominicana | 22-25 | 22-25 | 18-25 |       |       | 62 – 75   | P2 P3   |

#### Grupo B
- Sede: Coliseo Cerrado de Chiclayo, Chiclayo.

| Pos. | Equipo            | Partidos | Partidos | Partidos | Pts. | Sets | Sets | Sets   | Puntos | Puntos | Puntos |
| Pos. | Equipo            | PJ       | PG       | PP       | Pts. | SG   | SP   | Ratio  | PG     | PP     | Ratio  |
| ---- | ----------------- | -------- | -------- | -------- | ---- | ---- | ---- | ------ | ------ | ------ | ------ |
| 1    | Estados Unidos    | 4        | 4        | 0        | 19   | 12   | 1    | 12.000 | 325    | 231    | 1.406  |
| 2    | Puerto Rico       | 4        | 3        | 1        | 15   | 10   | 4    | 2.250  | 333    | 271    | 1.228  |
| 3    | Colombia          | 4        | 2        | 2        | 11   | 7    | 6    | 1.166  | 297    | 231    | 1.285  |
| 4    | México            | 4        | 1        | 3        | 5    | 3    | 9    | 0.333  | 202    | 259    | 0.779  |
| 5    | Trinidad y Tobago | 4        | 0        | 4        | 0    | 0    | 12   | 0.000  | 135    | 300    | 0.450  |

| Fecha       | Hora  | Equipo 1          | Res.  | Equipo 2          | Set 1 | Set 2 | Set 3 | Set 4 | Set 5 | Total    | Reporte |
| ----------- | ----- | ----------------- | ----- | ----------------- | ----- | ----- | ----- | ----- | ----- | -------- | ------- |
| 6 de julio  | 16:00 | México            | 3 – 0 | Trinidad y Tobago | 25-15 | 25-12 | 25-7  |       |       | 75 – 34  | P2 P3   |
| 6 de julio  | 18:00 | Colombia          | 0 – 3 | Estados Unidos    | 18-25 | 18-25 | 21-25 |       |       | 57 – 75  | P2 P3   |
| 7 de julio  | 18:00 | Trinidad y Tobago | 0 – 3 | Estados Unidos    | 14-25 | 15-25 | 13-25 |       |       | 42 – 75  | P2 P3   |
| 7 de julio  | 20:00 | Puerto Rico       | 3 – 1 | Colombia          | 25-21 | 26-24 | 23-25 | 25-20 |       | 99 – 90  | P2 P3   |
| 8 de julio  | 16:00 | Trinidad y Tobago | 0 – 3 | Puerto Rico       | 9-25  | 13-25 | 13-25 |       |       | 35 – 75  | P2 P3   |
| 8 de julio  | 18:00 | Estados Unidos    | 3 – 0 | México            | 25-11 | 25-18 | 25-19 |       |       | 75 – 48  | P2 P3   |
| 9 de julio  | 16:00 | Trinidad y Tobago | 0 – 3 | Colombia          | 8-25  | 8-25  | 8-25  |       |       | 24 – 75  | P2 P3   |
| 9 de julio  | 18:00 | México            | 0 – 3 | Puerto Rico       | 16-25 | 21-25 | 9-25  |       |       | 46 – 75  | P2 P3   |
| 10 de julio | 16:00 | Colombia          | 3 – 0 | México            | 25-8  | 25-11 | 25-14 |       |       | 75 – 33  | P2 P3   |
| 10 de julio | 18:00 | Estados Unidos    | 3 – 1 | Puerto Rico       | 25-18 | 25-20 | 25-27 | 25-19 |       | 100 – 84 | P2 P3   |

### Fase final

#### Clasificación 7.º al 10.º puesto
- Sede: Coliseo Cerrado de Chiclayo, Chiclayo.

|  | Semifinales 7.º al 10.º puesto | Semifinales 7.º al 10.º puesto |   |        | Partido 7.º y 8.º puesto  | Partido 7.º y 8.º puesto |  |
|  |                                |                                |   |        |                           |                          |  |
|  |                                |                                |   |        |                           |                          |  |
|  | México                         | 0                              |   |        |                           |                          |  |
|  | Cuba                           | 3                              |   |        |                           |                          |  |
|  |                                |                                |   |        |                           |                          |  |
|  |                                |                                |   |        |                           |                          |  |
|  |                                |                                |   |        | Cuba                      | 0                        |  |
|  |                                | Perú                           | 3 |        |                           |                          |  |
|  |                                |                                |   |        |                           |                          |  |
|  |                                |                                |   |        |                           |                          |  |
|  |                                |                                |   |        | Partido 9.º y 10.º puesto |                          |  |
|  |                                |                                |   |        |                           |                          |  |
|  | Perú                           | 3                              |   | México | 3                         |                          |  |
|  | Trinidad y Tobago              | 0                              |   |        | Trinidad y Tobago         | 0                        |  |

##### Semifinales 7.º al 10.º puesto
| Fecha       | Hora  | Equipo 1 | Res.  | Equipo 2          | Set 1 | Set 2 | Set 3 | Set 4 | Set 5 | Total   | Reporte |
| ----------- | ----- | -------- | ----- | ----------------- | ----- | ----- | ----- | ----- | ----- | ------- | ------- |
| 12 de julio | 18:00 | México   | 0 – 3 | Cuba              | 15-25 | 23-25 | 16-25 |       |       | 54 – 75 | P2 P3   |
| 12 de julio | 20:00 | Perú     | 3 – 0 | Trinidad y Tobago | 25-15 | 25-10 | 25-14 |       |       | 75 – 39 | P2 P3   |

##### Partido por el 9.° y 10.° puesto
| Fecha       | Hora  | Equipo 1 | Res.  | Equipo 2          | Set 1 | Set 2 | Set 3 | Set 4 | Set 5 | Total   | Reporte |
| ----------- | ----- | -------- | ----- | ----------------- | ----- | ----- | ----- | ----- | ----- | ------- | ------- |
| 13 de julio | 18:00 | México   | 3 – 0 | Trinidad y Tobago | 25-17 | 25-13 | 25-8  |       |       | 75 – 38 | P2 P3   |

##### Partido por el 7.° y 8.° puesto
| Fecha       | Hora  | Equipo 1 | Res.  | Equipo 2 | Set 1 | Set 2 | Set 3 | Set 4 | Set 5 | Total   | Reporte |
| ----------- | ----- | -------- | ----- | -------- | ----- | ----- | ----- | ----- | ----- | ------- | ------- |
| 13 de julio | 20:00 | Cuba     | 0 – 3 | Perú     | 20-25 | 14-25 | 19-25 |       |       | 53 – 75 | P2 P3   |

#### Clasificación 1.º al 6.º puesto
- Sede: Coliseo Gran Chimú, Trujillo.

|  |                          |                          |                          |  |  | Cuartos de final | Cuartos de final | Cuartos de final |  |  | Semifinales | Semifinales     | Semifinales |  |  | Final                     | Final                     | Final                     |
|  |                          |                          |                          |  |  |                  |                  |                  |  |  |             |                 |             |  |  |                           |                           |                           |
|  |                          |                          |                          |  |  |                  |                  |                  |  |  | 1B          | Estados Unidos  | 3           |  |  |                           |                           |                           |
|  | Partido 5.º y 6.º puesto | Partido 5.º y 6.º puesto | Partido 5.º y 6.º puesto |  |  | 2A               | Argentina        | 0                |  |  | 3B          | Colombia        | 0           |  |  |                           |                           |                           |
|  |                          |                          |                          |  |  | 3B               | Colombia         | 3                |  |  |             |                 |             |  |  | 1B                        | Estados Unidos            | 3                         |
|  | 3A                       | Canadá                   | 1                        |  |  |                  |                  |                  |  |  |             |                 |             |  |  | 1A                        | Rep. Dominicana           | 0                         |
|  | 2A                       | Argentina                | 3                        |  |  |                  |                  |                  |  |  | 1A          | Rep. Dominicana | 3           |  |  |                           |                           |                           |
|  |                          |                          |                          |  |  | 2B               | Puerto Rico      | 3                |  |  | 2B          | Puerto Rico     | 1           |  |  | Partido 3.er y 4.º puesto | Partido 3.er y 4.º puesto | Partido 3.er y 4.º puesto |
|  |                          |                          |                          |  |  | 3A               | Canadá           | 1                |  |  |             |                 |             |  |  |                           |                           |                           |
|  |                          |                          |                          |  |  |                  |                  |                  |  |  |             |                 |             |  |  | 3B                        | Colombia                  | 3                         |
|  |                          |                          |                          |  |  |                  |                  |                  |  |  |             |                 |             |  |  | 2B                        | Puerto Rico               | 0                         |

##### Cuartos de final
| Fecha       | Hora  | Equipo 1    | Res.  | Equipo 2 | Set 1 | Set 2 | Set 3 | Set 4 | Set 5 | Total    | Reporte |
| ----------- | ----- | ----------- | ----- | -------- | ----- | ----- | ----- | ----- | ----- | -------- | ------- |
| 12 de julio | 18:00 | Puerto Rico | 3 – 1 | Canadá   | 30-28 | 13-25 | 27-25 | 26-24 |       | 96 – 102 | P2 P3   |
| 12 de julio | 20:00 | Argentina   | 0 – 3 | Colombia | 16-25 | 16-25 | 19-25 |       |       | 51 – 75  | P2 P3   |

##### Semifinales
| Fecha       | Hora  | Equipo 1             | Res.  | Equipo 2    | Set 1 | Set 2 | Set 3 | Set 4 | Set 5 | Total    | Reporte |
| ----------- | ----- | -------------------- | ----- | ----------- | ----- | ----- | ----- | ----- | ----- | -------- | ------- |
| 13 de julio | 18:00 | Estados Unidos       | 3 – 0 | Colombia    | 25-17 | 25-14 | 25-15 |       |       | 75 – 46  | P2 P3   |
| 13 de julio | 20:00 | República Dominicana | 3 – 1 | Puerto Rico | 25-16 | 25-20 | 27-29 | 25-20 |       | 102 – 85 | P2 P3   |

##### Partido por el 5.º y 6.º puesto
| Fecha       | Hora  | Equipo 1 | Res.  | Equipo 2  | Set 1 | Set 2 | Set 3 | Set 4 | Set 5 | Total   | Reporte |
| ----------- | ----- | -------- | ----- | --------- | ----- | ----- | ----- | ----- | ----- | ------- | ------- |
| 13 de julio | 16:00 | Canadá   | 1 – 3 | Argentina | 20-25 | 23-25 | 26-24 | 20-25 |       | 89 – 99 | P2 P3   |

##### Partido por el3.ery 4.º puesto
| Fecha       | Hora  | Equipo 1 | Res.  | Equipo 2    | Set 1 | Set 2 | Set 3 | Set 4 | Set 5 | Total   | Reporte |
| ----------- | ----- | -------- | ----- | ----------- | ----- | ----- | ----- | ----- | ----- | ------- | ------- |
| 14 de julio | 14:00 | Colombia | 3 – 0 | Puerto Rico | 25-21 | 25-19 | 25-21 |       |       | 75 – 61 | P2 P3   |

##### Final
| Fecha       | Hora  | Equipo 1       | Res.  | Equipo 2             | Set 1 | Set 2 | Set 3 | Set 4 | Set 5 | Total  | Reporte |
| ----------- | ----- | -------------- | ----- | -------------------- | ----- | ----- | ----- | ----- | ----- | ------ | ------- |
| 14 de julio | 16:00 | Estados Unidos | 3 – 0 | República Dominicana | 25-16 | 25-21 | 29-27 |       |       | 79 –64 | P2 P3   |

## Clasificación general
| \| Pos. \| Equipo \| \| ----------------- \| -------------------- \| \| Medalla de oro \| Estados Unidos \| \| Medalla de plata \| República Dominicana \| \| Medalla de bronce \| Colombia \| \| 4 \| Puerto Rico \| \| 5 \| Argentina \| \| 6 \| Canadá \| \| 7 \| Perú \| \| 8 \| Cuba \| \| 9 \| México \| \| 10 \| Trinidad y Tobago \| \| 11 \| Guatemala \| |                      |
| Pos. | Equipo               |
| Medalla de oro | Estados Unidos       |
| Medalla de plata | República Dominicana |
| Medalla de bronce | Colombia             |
| 4 | Puerto Rico          |
| 5 | Argentina            |
| 6 | Canadá               |
| 7 | Perú                 |
| 8 | Cuba                 |
| 9 | México               |
| 10 | Trinidad y Tobago    |
| 11 | Guatemala            |

## Distinciones individuales
Al culminar la competición la organización del torneo entregó los siguientes premios individuales:
| - Jugadora más valiosa (MVP) Micha Hancock - Mejores atacantes Kadie Rolfzen (primera) Brayelin Martínez (segunda) - Mejores centrales Hannah Tapp (primera) Valerín Carabalí (segunda) - Mejor armadora Micha Hancock - Mejor opuesta Paulina Prieto | - Mejor anotadora Paulina Prieto - Mejor servicio Wilmarie Rivera - Mejor líbero Justine Wong-Orantes - Mejor defensa Camila Gómez - Mejor recepción Justine Wong-Orantes |